# Charles van den Steen de Jehay
Charles van den Steen de Jehay  (*  29. März 1781 in Lüttich; † 13. Mai 1846 in Rom) war ein belgischer Beamter und Diplomat.

## Leben
Charles van den Steen de Jehay war von 29. August 1831 bis 11. August 1834 Senator in der belgischen Ständeversammlung für das Arrondissement Waremme, von 1832 bis 1844 Gouverneur der Provinz Lüttich, von 1844 bis 13. Mai 1846 Envoyé Extraordinaire und Ministre plénipotentiaire bei Leopold II. (Toskana) sowie beim Heiligen Stuhl, wo er ein Opfer der Pest wurde.